# Friedrich-Ebert-Schule (Uetersen)

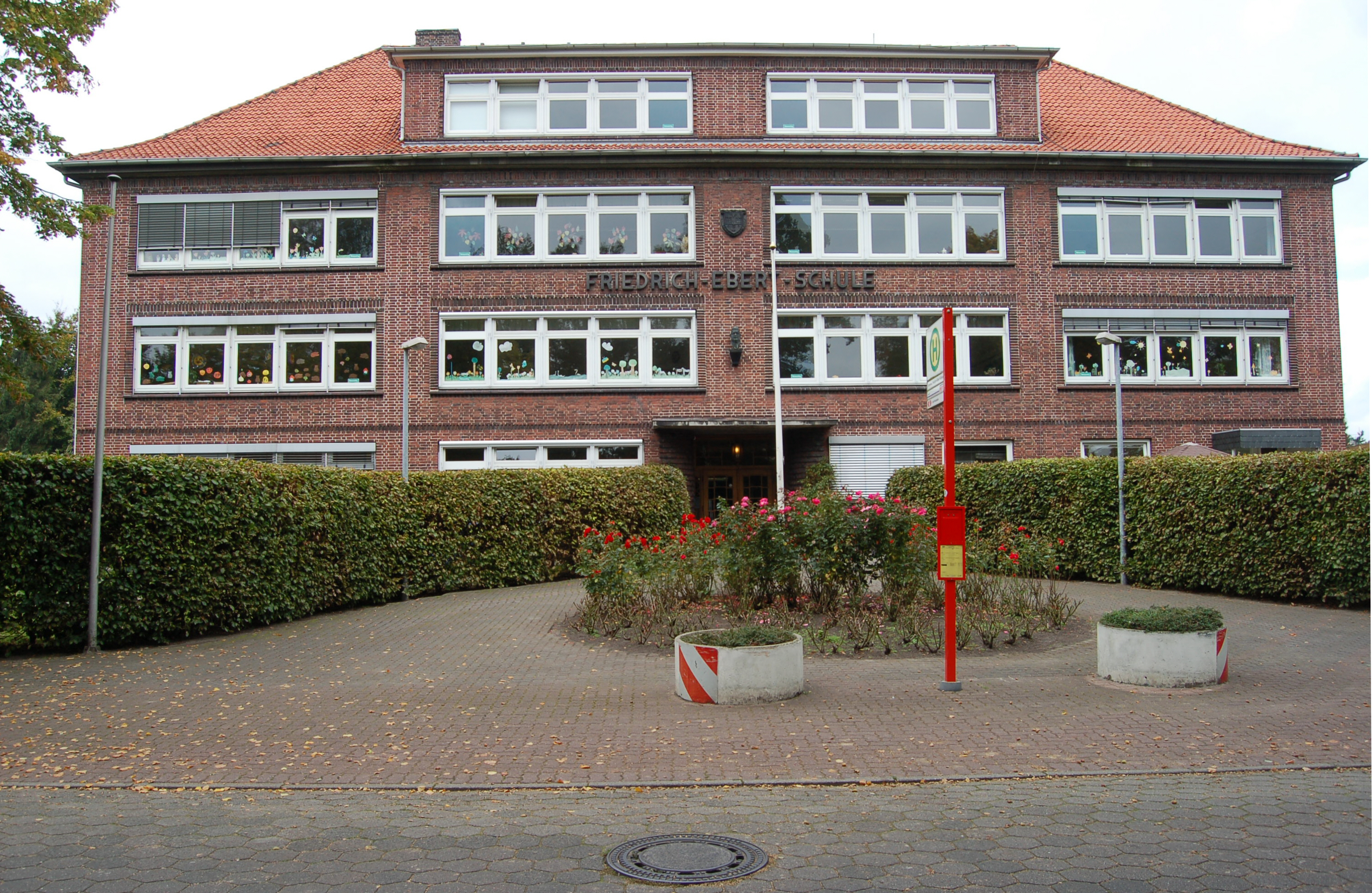
Die Friedrich-Ebert-Schule in Uetersen

Die Friedrich-Ebert-Schule  ist ein denkmalgeschütztes Gebäude in Uetersen.
Die Schule ist ein viergeschossiges  Backsteingebäude mit diversen Mauerwerksverzierungen und einer aufwändigen Innengestaltung. So befinden sich in allen FlurenTerrazzofußböden sowie verschiedene Brunnen auf den einzelnen Etagen. Die Klassen sind mit Holzfußböden ausgelegt. Bemerkenswert sind auch die Tür- und Windfanggestaltung und die Mosaikfenster im Treppenhaus. Erbaut wurde das Gebäude in der Zeit von 1931 bis 1937 unter der Leitung des Uetersener Stadtbaumeisters Rudolph Kröger (1878–1944).
Das Gebäude steht wegen seines hohen architektonischen Werts und der diversen Verzierungen im Inneren des Gebäudes als Kulturdenkmal seit 1998 unter Denkmalschutz.